# Еднівед ап Анун
Еднівед ап Анун (валл. Ednyfed ap Anwn; 373-410) — король Діведа (400-410).

## Біографія
Еднівед — син Ануна Дінона. Еднівед став правителем Діведа в 400 році після смерті свого батька. При ньому останні римські легіони покинули Британію. Еднівед помер в 410 році. Його трон успадковував Клотрі син Глоїтгвіна, а Дівнуал став королем Гвента. Можливо Тудвал, правитель Галвідела, теж був сином Едніведа.